# 伊拉克參戰獎章
伊拉克参战奖章（英語：Iraq Campaign Medal; ICM）是美国军队的一项军事荣誉。2004年11月29日由时任美国总统乔治·沃克·布什设立。该奖章由美国陆军纹章学会（United States Army Institute of Heraldry）设计，并由军方在2004年11月29日至2011年12月31日颁发。

## 颁发标准
伊拉克参战奖章在2005年6月曾被分发给曾在伊拉克边境或周边水域作战，执行任务达30个连续日或60个不连续日的美军士兵。其中参加战斗者、在战斗中负伤者或在恐怖袭击中负伤者不受上述时间限制。